# تپه چشمه مورینه۲
تپه چشمه مورینه۲ مربوط به عصر آهن - دوره اشکانیان است و در شهرستان گیلانغرب، بخش مرکزی، دهستان چله، داخل و جنوب روستای چشمه مورینه واقع شده و این اثر در تاریخ ۱۸ اسفند ۱۳۸۷ با شمارهٔ ثبت ۲۴۸۳۶ به‌عنوان یکی از آثار ملی ایران به ثبت رسیده است.